# 엘리사 체가니
엘리사 체가니(Elisa Cegani, 1911년 6월 11일 ~ 1996년 2월 23일)는 이탈리아의 배우이다.

## 출연 작품
- 선과 악을 넘어서 (1977, Al di là del bene e del male)
- 시실리안 (1969)
- 미, 미, 미... 앤 디 아더스 (1966)
- 사울과 다윗 (1964)
- 메두사 vs. 더 선 오브 헤라클레스 (1963)
- 콘스탄티누스의 십자가 (1962)
- 더 돌 댓 투크 더 타운 (1956)
- 디즈니랜드 (1954)
- 제스터스 서퍼 (1942)
- 까발레리아 (1936)